# Нова-Весь (гмина Сувалки)
Нова-Весь (пол. Nowa Wieś) — деревня в Сувалкском повете Подляского воеводства Польши. Входит в состав гмины Сувалки. По данным переписи 2011 года, в деревне проживало 344 человека.

## География
Деревня расположена на северо-востоке Польши, к северо-западу от озера Перты, на расстоянии приблизительно 8 километров к востоку от города Сувалки, административного центра повета. Абсолютная высота — 175 метров над уровнем моря.

## История
В конце XVIII века Нова-Весь входила в состав Гродненского повета Трокского воеводства Великого княжества Литовского.
В 1888 году в деревне Новавесь проживало 449 человек. В этноконфессиональном отношении всё население деревни состояло из поляков-католиков. В административном отношении деревня входила в состав гмины Гутта Сувалкского уезда Сувалкской губернии.
В период с 1975 по 1998 годы населённый пункт являлся частью Сувалкского воеводства.